# Veľký Kriváň
Der Veľký Kriváň ist der höchste Berg der Kleinen Fatra in der Slowakei.

## Lage
Der Berg liegt am südlichen Rand des Vrátna-Tales im zentralen Teil des Hauptkamms der Krivánska Fatra. Er ist Namensgeber für diesen Teil des Gebirges. 

## Charakter
Der Veľký Kriváň besteht aus Kalkstein. Er erhebt sich relativ unscheinbar im Hauptkamm. Am steilsten ist die südwestliche Flanke; hier finden sich felsige Abschnitte. Die übrigen Hänge sind mit Gras oder Latschenkiefern bewachsen. Vom Gipfel ist ein freier Rundblick in alle Richtungen möglich.

## Aufstieg
Am Nordhang des Berges führt ein rot markierter Weg am Gipfel vorbei. Von diesem Weg führt ein kurzer, gesondert markierter Weg zum höchsten Punkt. Am einfachsten ist der Aufstieg vom Sattel Snilovské sedlo, der Bergstation der aus dem Vrátna-Tal führenden Kabinenseilbahn.